# Robert Palmer
Robert Allen Palmer (19. januar 1949 i Yorkshire, England – 26. september 2003 i Paris) var en britisk musiker, der i midten af 1980'erne opnåede stor popularitet bl.a. takket være sine musikvideoer på tv-stationen MTV. 
Palmer døde i Paris af et hjerteanfald, 54 år gammel.
Robert Palmer fik i sin karriere en række hits, herunder Addicted to Love og Some Guys have all the Luck. Ud over sin solokarriere dannede han sammen med medlemmer af Duran Duran også gruppen Power Station.

## Diskografi
Album navn, udgivelsesår
- Sneakin' Sally Through the Alley (1974)
- Pressure Drop (1975)
- Some People Can Do What They Like (1976)
- Double Fun (1978)
- Secrets (1979)
- Clues (1980)
- Maybe It's Live (1980) (live)
- Pride (1983)
- Riptide (1985)
- Sweet Lies (1987) (single)
- Heavy Nova (1988)
- Addictions Volume I (1989) (opsamlingsalbum)
- Don't Explain (1990)
- Addictions Volume II (1992) (opsamlingsalbum)
- Ridin' High (1992)
- Honey (1994)
- Very Best Of Robert Palmer (1997) (opsamlingsalbum)
- Woke Up Laughing (1998) (opsamlingsalbum)
- Rhythm & Blues (1999)
- Best Of Both Worlds: The Robert Palmer Anthology (1974-2001) (2002) (opsamlingsalbum)
- TV Dinners (2003)
- Drive (2003)

Album med gruppen Power Station:
- Power Station (1985)
- Living in Fear (1997)